# Parque nacional Defensores del Chaco
El Parque Nacional Defensores del Chaco es un parque nacional creado en Paraguay el  6 de agosto de 1975 por Decreto del poder Ejecutivo N.º 16.806. Posee 780 000 ha, localizado en los departamentos de Alto Paraguay y Boquerón
El parque garantiza la conservación de procesos ecológicos y evolutivos en sus diferentes comunidades naturales, y el mantenimiento de poblaciones viables de especies consideradas en peligro de extinción. A nivel mundial se considera como una prioridad la conservación de los bosques secos tropicales.
El macizo Cerro León es un rasgo resaltante en la gran planicie chaqueña. Es una formación montañosa de unos 40 km de diámetro, con una altura máxima de 600 metros sobre el nivel del mar.
Las lluvias varían entre 500 y 800 mm al año, la temperatura en invierno (junio a septiembre) puede bajar hasta 0 °C, con heladas nocturnas. En el verano puede subir hasta 42 °C.
La vegetación es predominantemente xerófita (seca). Entre los arbustos se destaca el guagui pire. Los árboles más notables son: quebracho blanco, coronillo, samu'u Blanco, palo santo, guayacán, trébol y varias especies de algarrobo. También hay numerosas especies de cactáceas y de clavel del aire.
Las especies más resaltantes de la fauna son: jaguareté, gato onza, puma, tigrillo, jaguarundi, tagua, tatú carreta y varias otras especies de tatú, jurumi (oso hormiguero), mborevi (tapir), ñandú, charata, varias especies de loros, mboy ro'y(boa), mboi chini(cascabel), y teju guazu.